# Moschops
Moschops ("rostro de ternero") es un género extinto de terápsidos (sinápsidos no mamíferos) que vivió en el Pérmico, hace 265-260 millones de años. Las extremidades posteriores eran pequeñas, mientras que las anteriores eran poderosas. 

## Descripción
Moschops fue el animal de mayor tamaño en ese intervalo de tiempo, alcanzando una longitud de 5 metros. Tenía un cráneo engrosado (hasta 10 centímetros de espesor), lo que ha hecho pensar a muchos científicos de que los individuos compitieran entre ellos chocando sus cabezas, de un modo parecido al de las cabras montesas; otros expertos sostienen que el engrosamiento era en realidad fruto de una enfermedad. Tenía un gran estómago, donde la ruda vegetación que comía era fermentada por bacterias, de manera que le permitía al sinápsido absorber los nutrientes. Su cuerpo tenía forma de barril, la cola era corta y sus patas eran poderosas.

## Ecología
Moschops era herbívoro. Se cree que los individuos de este género vivían en manadas. Entre sus depredadores debieron encontrarse Lycaenops y Titanosuchus.

## Moschops en la vida cotidiana
Moshops apareció por primera vez en las pantallas de televisión en 1983 en la caricatura de marionetas Moshops, y más tarde en el videojuego Carnivores, desarrollado por la compañía de producción de juegos ucraniana Action Forms y Tatem Games. En 1999 se estrenó el cortometraje Moshops de Jim Taynor.

## Galería

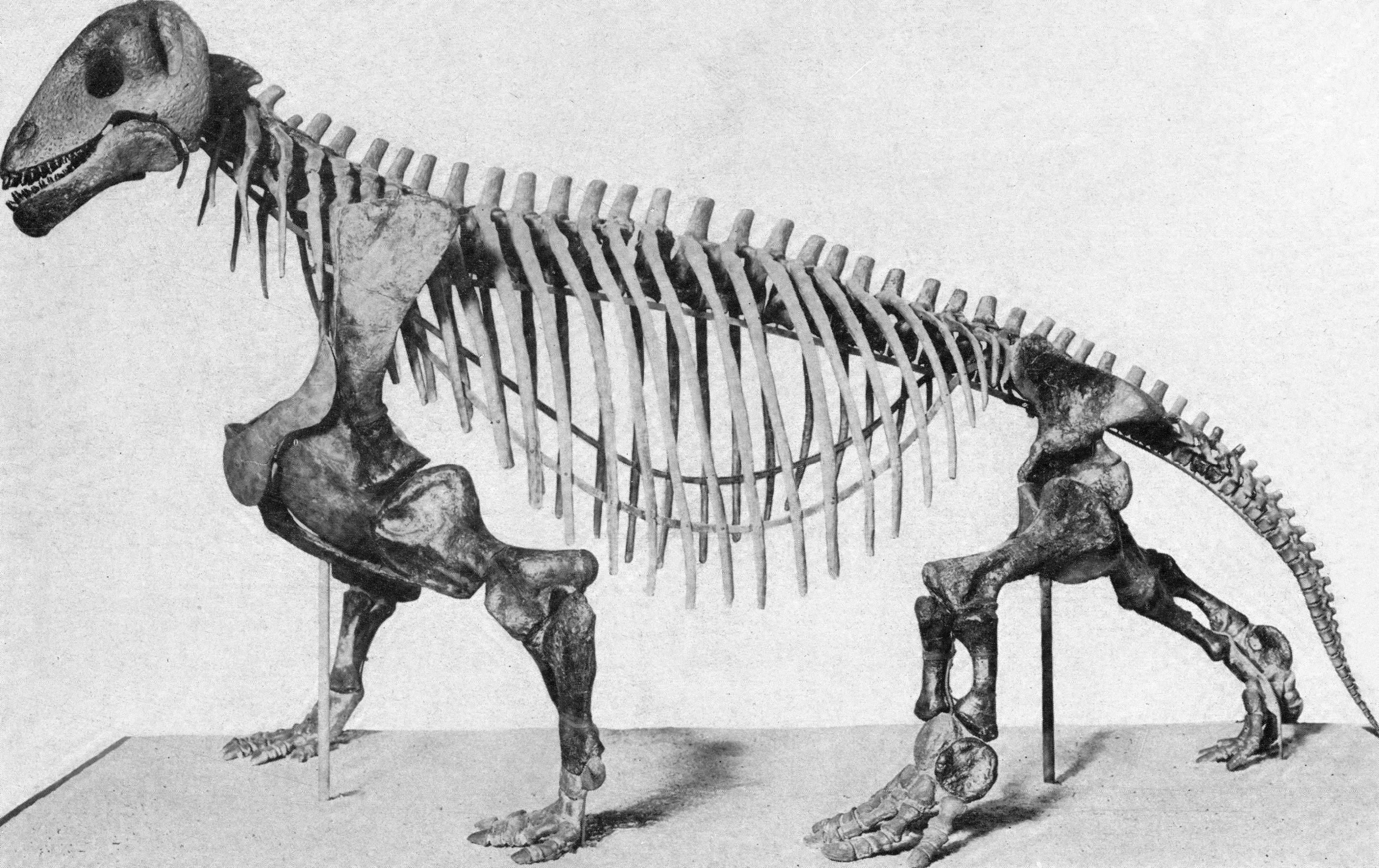
Esqueleto de M. capensis
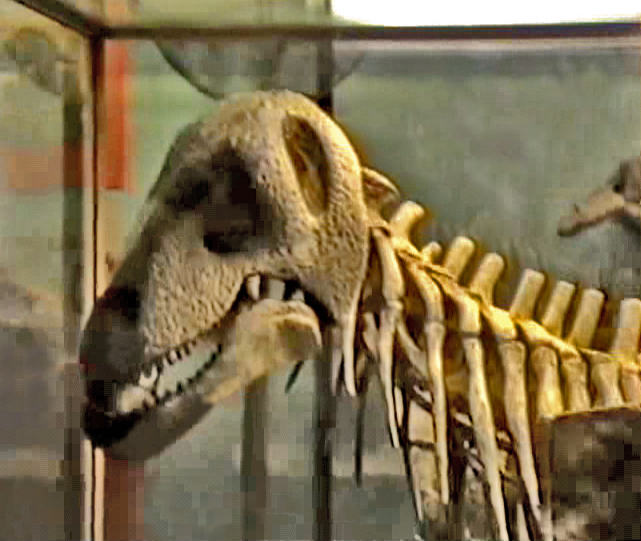
Esqueleto de M. capensis
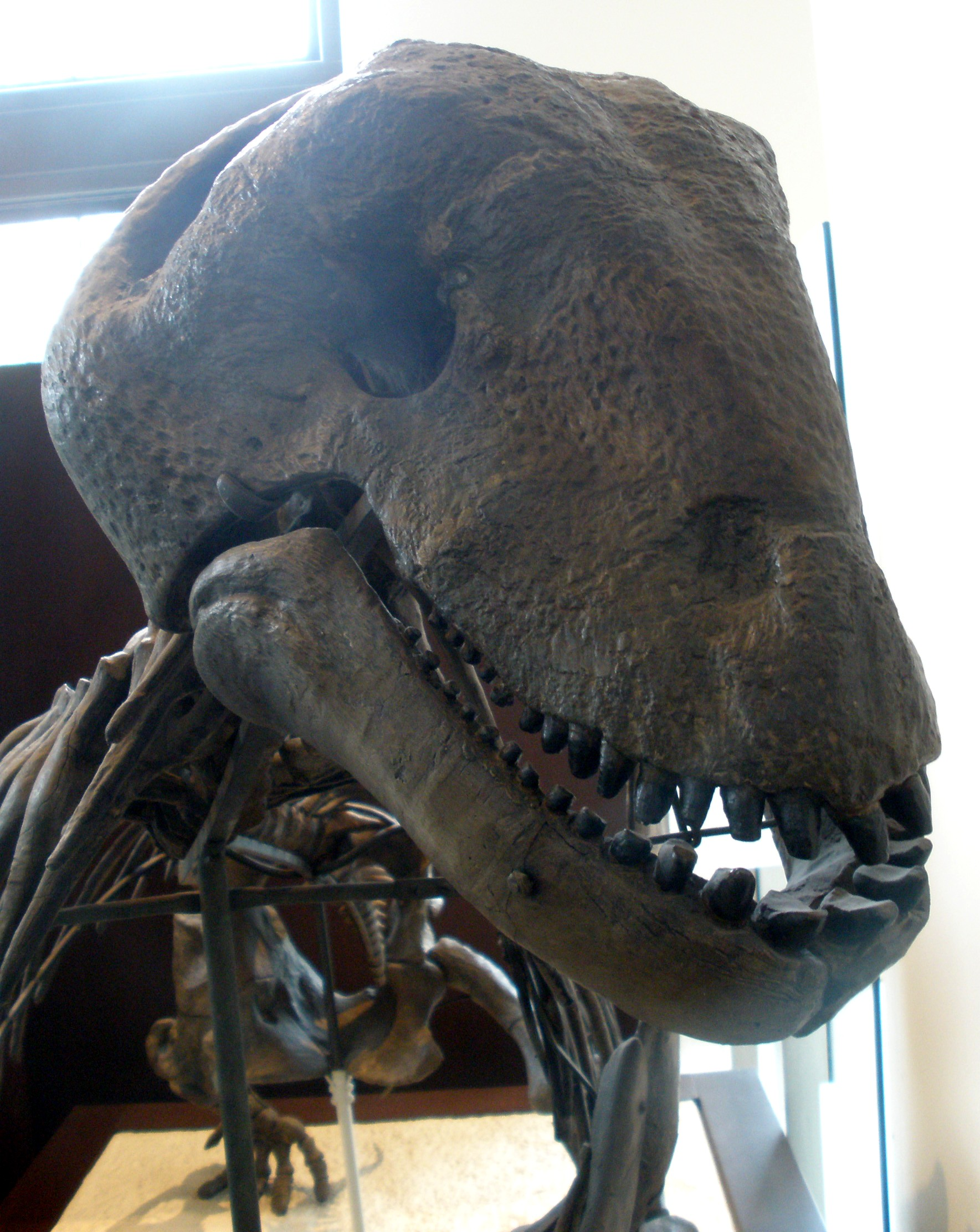
Cráneo de M. capensis
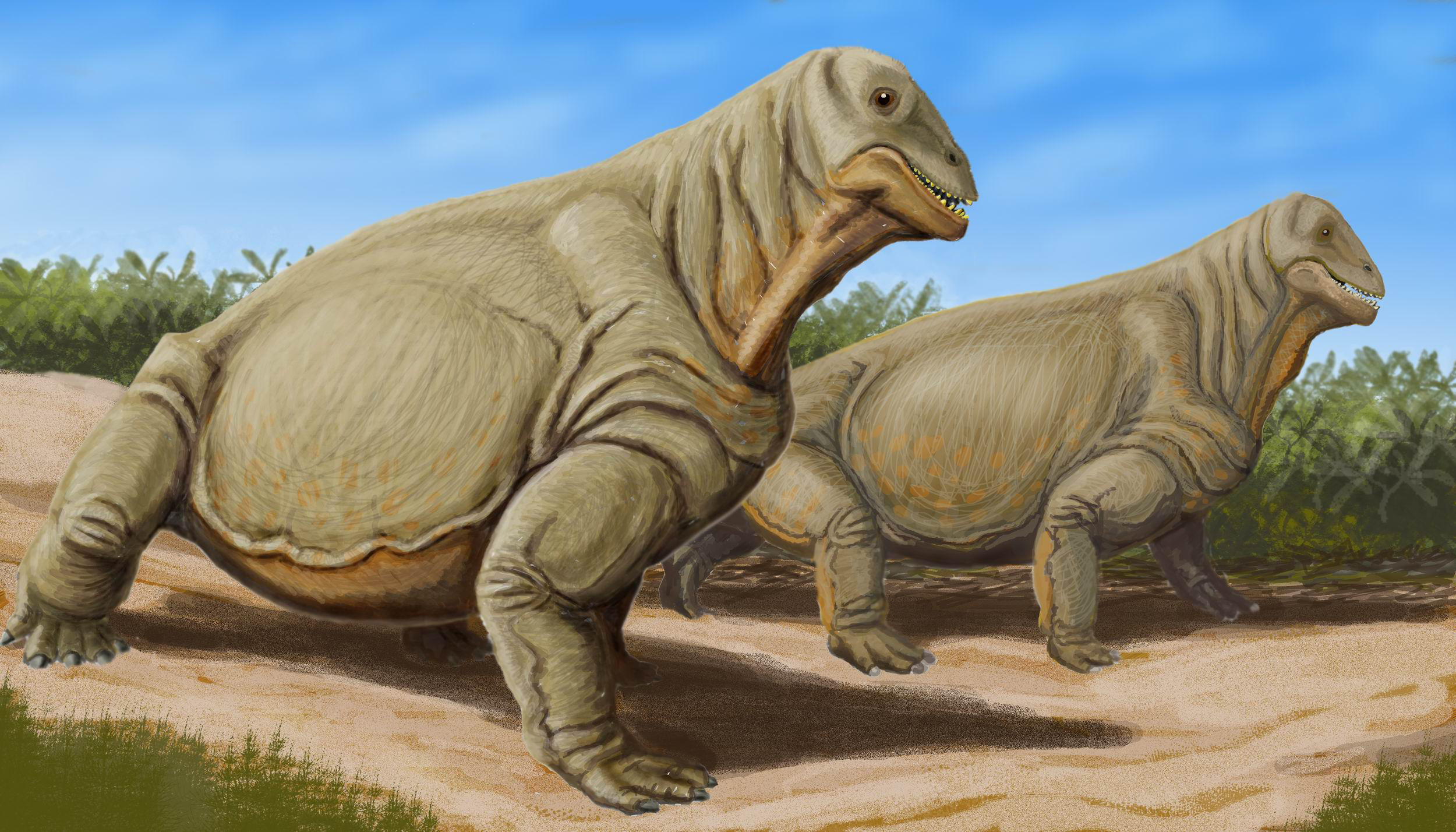
Concepción artística de Moschops capensis, basado en la reconstrucción de un esqueleto encontrado en una región semi-desértica del sur de África. El esqueleto se muestra en el Museo Americano de Historia Natural.